# Edda Művek 3.
Az Edda Művek 3. az Edda Művek harmadik nagylemeze, mely 1983-ban jelent meg. Az album eredetileg teljesen más koncepcióban készült volna el, felsőbb utasításra azonban egy szám (Fekete élmény) kivételével újakat kellett készíteniük, részben a szövegek, részben azon elvárás miatt, hogy az album legyen "líraibb". Az ebből eredő kapkodás és a rossz légkörben történő felvételek miatt az album nem lett annyira sikeres, mint elődei, bár elérte az aranylemez státuszt. 1995-ben CD-n is kiadták valamint később digitális formátumokban.

## Áttekintés
1982-ben az Edda Művek nem adott ki új lemezt, részben azért, mert éppen a Platina Turnén vettek részt, részben a zenekart érintő problémák miatt (Zselencz László betegség miatti átmeneti helyettesítése, Csapó György szintén betegség miatti kiválása a zenekarból, Barta Alfonz bevonulása katonának). Ennek ellenére számtalan dalt szereztek ez idő alatt is, illetve voltak olyanok, amelyeket már régóta játszottak, de különféle okokból nem kerülhettek lemezre. Már az 1982-es év közepétől-végétől úgy konferáltak fel egyes számokat, hogy a készülő új harmadik lemez anyagát hallhatja bennük a közönség. Ezen új számok egy része azonban stílusában is elütött a korábbiaktól - Slamovits István a progresszív rock felé eltolódó hangzást képzelt el, azok ennek megfelelően íródtak. Ezzel szemben Pataky Attila a dallamosabb, slágeres vonulat mellett tette le a névjegyét, gyakorlatilag azt az utat folytatva, amelyen eddig haladtak. Az új dalok nem arattak osztatlan sikert a közönség előtt sem, ezért ismételten újakat írtak.
A lemezre érett szerzeményeket kiválogatva azokat beterjesztették az MHV elé, amely gyakorlatilag egy az egyben visszadobta azt. Az "Engedjetek saját utamon" ismét nem kerülhetett fel (szövege miatt), ugyancsak a szöveg miatt a "Jár a füstben a halál" és "Ivódal" (alkoholról és kábítószerekről szóltak), "Elektromos szemek", "Vadkutya", és "Királyok és szolgák" (rendszerellenesnek titulált szövegük miatt), a "Vörös tigris" pedig, bár korábban felkerült kislemezre, letiltották. Az egyetlen, amely átment a szűrőn, a "Fekete élmény" volt, annak két sorát mégis meg kellett változtatni ("a sötétségé a trón" helyett "övé a sötétség", illetve "a hatalom tiéd" helyett "a remény tiéd").
Ilyen hangulatban kellett mindössze két hét alatt új számokat írni. A felvételek igen kelletlen hangulatban zajlottak, Slamovits István részt sem akart rajtuk venni (nem tartotta fontosnak a lemezmegjelenést, inkább leállt volna még pár hónapig, amíg elkészülnek az arra érdemes új számok), így a legtöbb új szerzemény elkészítésében az új dobos, Fortuna László közreműködött. Az album végső soron tényleg líraibb lett, mint az előző kettő. A Platina Turnén velük játszó Kegye János szaxofonjátékával tett hozzá a dalokhoz.
Érdekesség, hogy a "Rockénekes" című szám egy 1970-es években már általuk játszott dalnak az újabb változata, azonban abból egy soron kívül semmit nem őrzött meg.Az "Érzés" című számról Slamovits egy interjúban elmondta, hogy a közhiedelemmel ellentétben nem szerelmes dal, hanem Istenhez szól.
Azok a szerzemények, amelyek végül a cenzúra miatt nem kerülhettek lemezre, 1988-ban megjelentek a Pataky-Slamovits című albumon, amelyen már az akkori Edda Művek játszotta fel azokat a dalokat.
A borítón egy roncstelep látható. A lemezen a korabeli szokások szerint angol és orosz nyelven is fel lett tüntetve a számok címe.

## Számok listája
| # | LP # | Szám címe            | Szerző                                          | Hossz |
| - | ---- | -------------------- | ----------------------------------------------- | ----- |
| 1 | A1   | Óh, azok az éjszakák | Fortuna László, Pataky Attila, Slamovits István | 4:25  |
| 2 | A2   | Nehéz dolog          | Fortuna László, Pataky Attila, Slamovits István | 4:23  |
| 3 | A3   | Rockénekes           | Fortuna László, Barta Alfonz                    | 4:03  |
| 4 | A4   | Érzés                | Barta Alfonz, Pataky Attila, Slamovits István   | 4:20  |
| 5 | B1   | Rossz állapot        | Fortuna László, Barta Alfonz                    | 3:43  |
| 6 | B2   | Fekete élmény        | Fortuna László, Slamovits István                | 3:13  |
| 7 | B3   | Nekünk miért jó      | Fortuna László                                  | 3:21  |
| 8 | B4   | A játék véget ér     | Fortuna László, Pataky Attila, Slamovits István | 5:45  |

## Az együttes felállása
- Barta Alfonz – billentyűs hangszerek
- Fortuna László – dob, ütőhangszerek
- Pataky Attila – ének
- Slamovits István – gitár, ének (Nehéz dolog, Érzés, Fekete élmény, A játék véget ér)
- Zselencz László – basszusgitár

Közreműködött:
- Kegye János – szaxofon
- Kóbor János - zenei rendező
- Pálfi György, Hegedűs György - borítóterv

## Kapcsolódó válogatáslemez
"1,2,3... Start" címmel kiadásra került 1982-ben egy válogatáslemez, melyen különféle előadóktól kerültek rögzítésre számok az 1982-es Popmajálison. Az Edda Művek két, addig máshol ki nem adott dala, a "Micsoda komédia" és a "Vörös tigris" került fel a lemezre (előbbi később sem került fel másik kiadványra).